# Justicia brandbygei
Justicia brandbygei är en akantusväxtart som beskrevs av Wassh.. Justicia brandbygei ingår i släktet Justicia och familjen akantusväxter. Inga underarter finns listade i Catalogue of Life.